# Genaro Sermeño
Genaro Antonio Sermeño Quijada (El Congo, 28 novembre 1948 – Santa Ana, 23 dicembre 2022) è stato un calciatore salvadoregno, di ruolo centrocampista.

## Carriera
Prese parte con la Nazionale salvadoregna ai Mondiali del 1970.